# Грексит
Грексит (или Грекзит) (на английски: Grexit) означава излизане на Гърция от еврозоната, т.е. отказ от еврото като парична единица.
Грекзитът е хипотетично събитие и разглежда възможното развитие след това събитие с оглед нерешената финансова криза в Гърция.
Акронимът „Grexit“ е наложен от аналитиците на Ситигруп Уилям Буйтер и Ибрахим Рибари с изказване на 6 февруари 2012 г., което слива двете думи на английски (Greece) и „изход“ (exit).
След този акроним през 2016 г. по аналогия се появява Брексит, свързан с провеждането на референдум за оставане или излизане на Обединеното кралство от ЕС.